# Lindenhofbad
Das Lindenhofbad ist ein Strandbad der 1950er Jahre am Ufer des Bodensees. Es liegt im Lindauer Stadtteil Schachen und passt sich als Erholungs- und Freizeitstätte in eine Reihe von historistischen Villen und Parks am bayerischen Bodenseeufer ein.

## Geschichte

### Baugeschichte
Das Lindenhofbad befindet sich am Rande des Lindenhofparks um die namensgebende Villa Lindenhof. Nachdem der Park 1956 von der Familie Gruber in den Besitz der Stadt übergegangen war, begann man 1958 mit dem Bau eines Freibades im westlichen Teil des Parks. Federführend beim Entwurf war das Stadtbauamt unter dessen Leiter Häringer. Im Zuge dessen entstand auch eine Betonbrücke, die als verbindendes Element zwischen dem angrenzenden Gartendenkmal und der Liegewiese des Bades dienen sollte. Die Bauarbeiten konnten 1959 beendet werden.

### Nutzung
Bis 2012 war der Zutritt zum Bad nur per Zahlung von Eintrittsgeld möglich. Im Jahr 2012 beschloss die Stadt, das Lindenhofbad für die Allgemeinheit zu öffnen und zum kostenlosen Besuch einzuladen. Auch auf einen Bademeister wird seitdem verzichtet.
Für den Erhalt des Bades tritt ein Förderverein ein.

## Beschreibung und Bedeutung
Der zweigeschossige Baukörper liegt in einer Hufeisenform vor, an der sich zum See öffnenden Seite durch einen Treppenaufgang durchlässig begrenzt. Der Innenhof, in dem zwei Bäume angepflanzt worden sind, ist im Obergeschoss mit einer Galerie ausgekleidet, von welchem man in die Umkleidekabinen gelangt. An den östlichen Flügel des Gebäudes schließt sich ein halbrunder Vorbau an, der sich im Obergeschoss auf eine Terrasse und im darunterliegenden Erdgeschoss ein Café aufteilt. 
Vor dem Gebäude findet man eine Liegewiese vor, die durch eine künstliche Ufergestaltung mit Hafen und Mole begrenzt wird.
Das Lindenhofbad ist ein herausragendes Beispiel für die Architektur der 1950er Jahre und ein Gebäude von hoher architektonischer Qualität. Die Architektenkammer Bayern befand auf ihrer Website, dass das Gebäude „alle Merkmale der Leichtigkeit und Beschwingtheit, die für die damalige Zeit typisch waren“, aufzeigt und stuft das Bad als erhaltenswerte Nachkriegsarchitektur ein.

## Bildergalerie

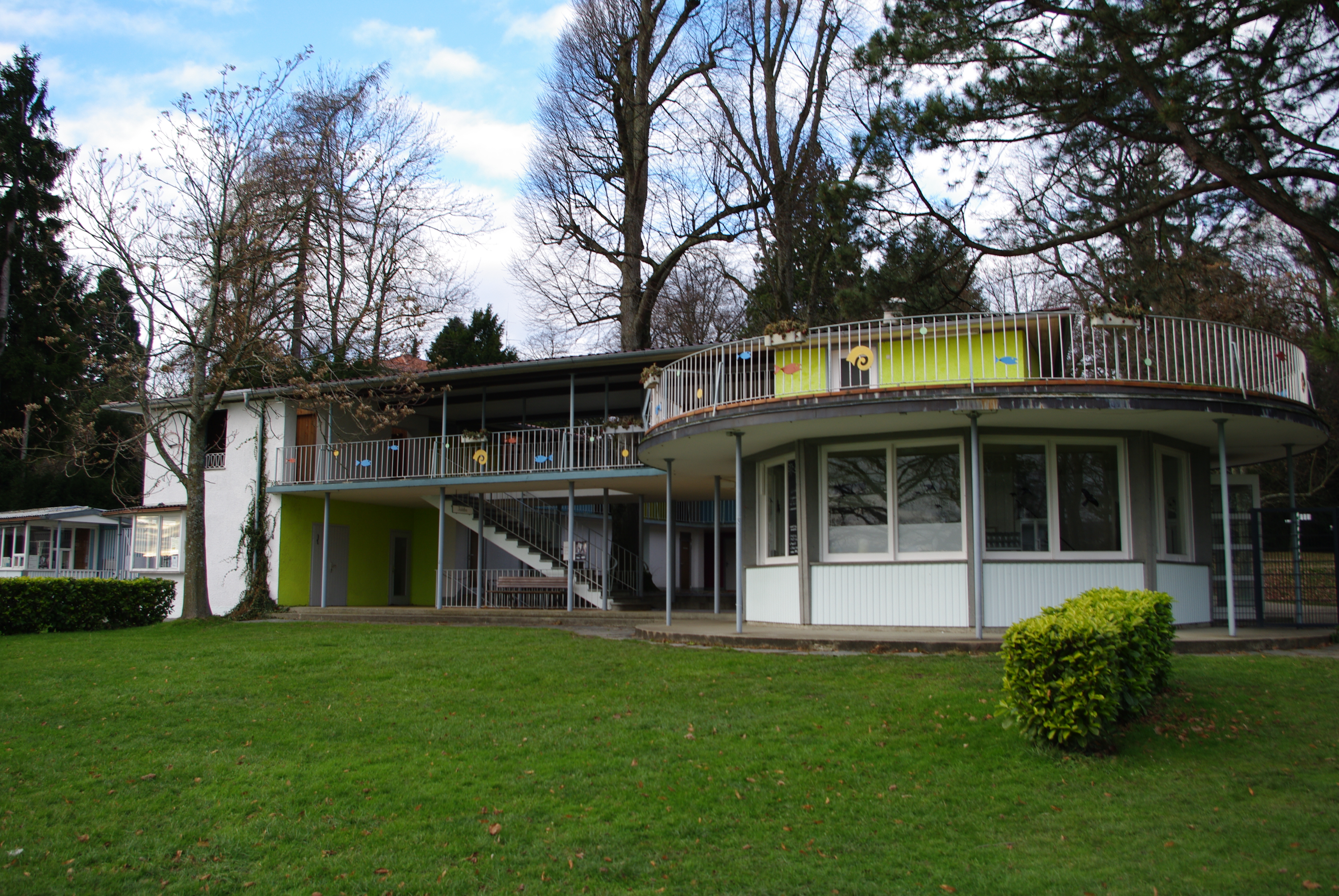
Frontansicht
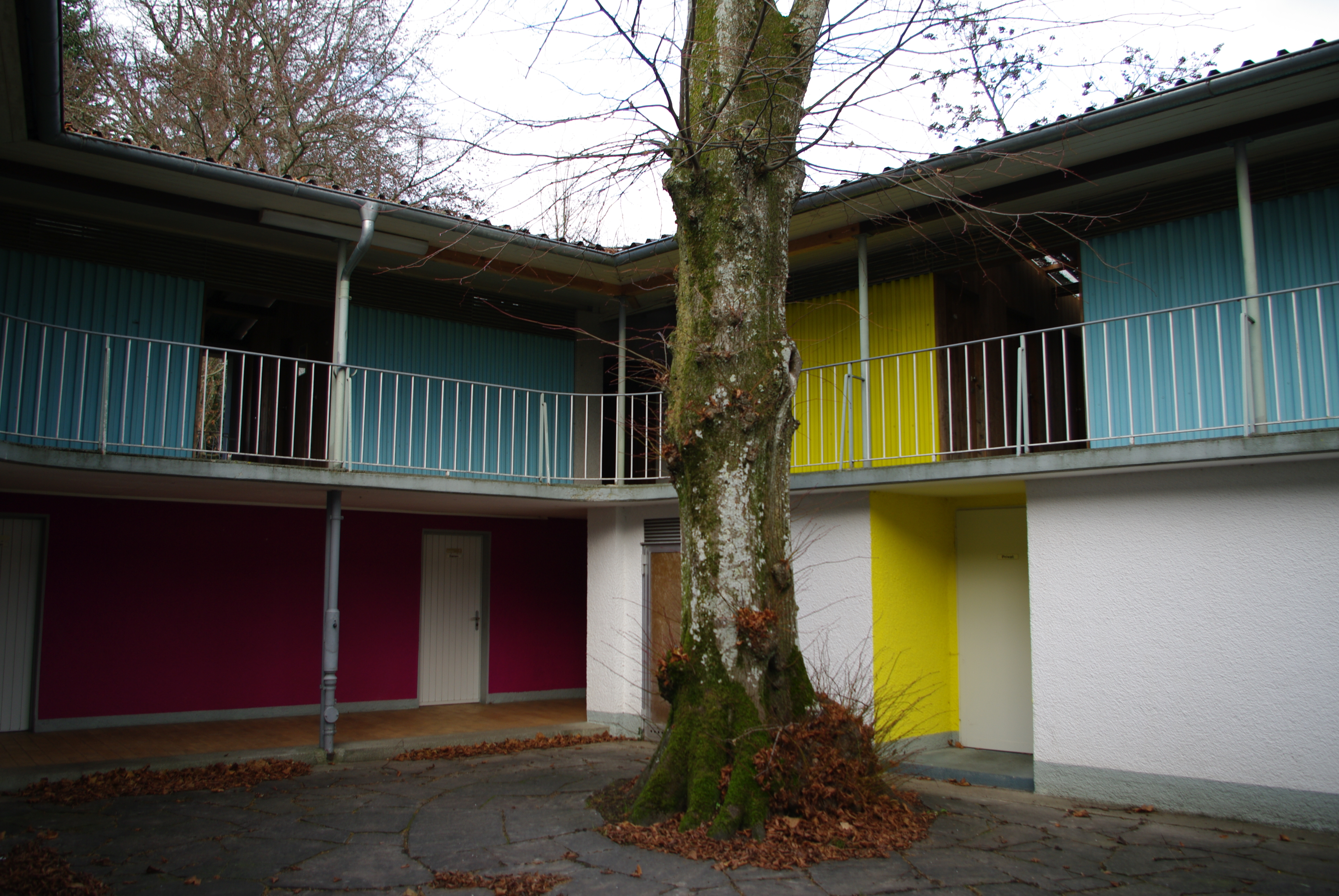
Innenhof
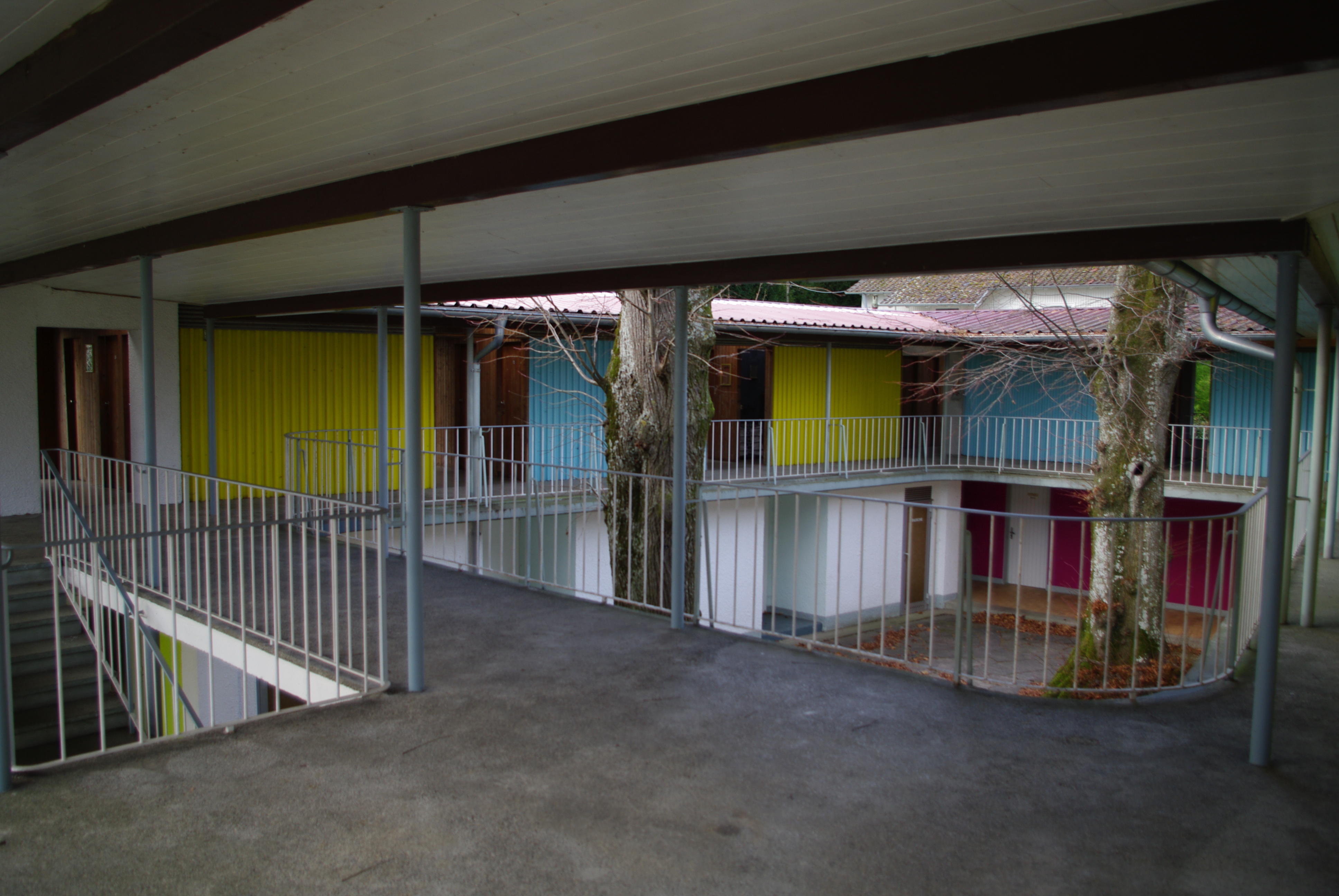
Innenhof
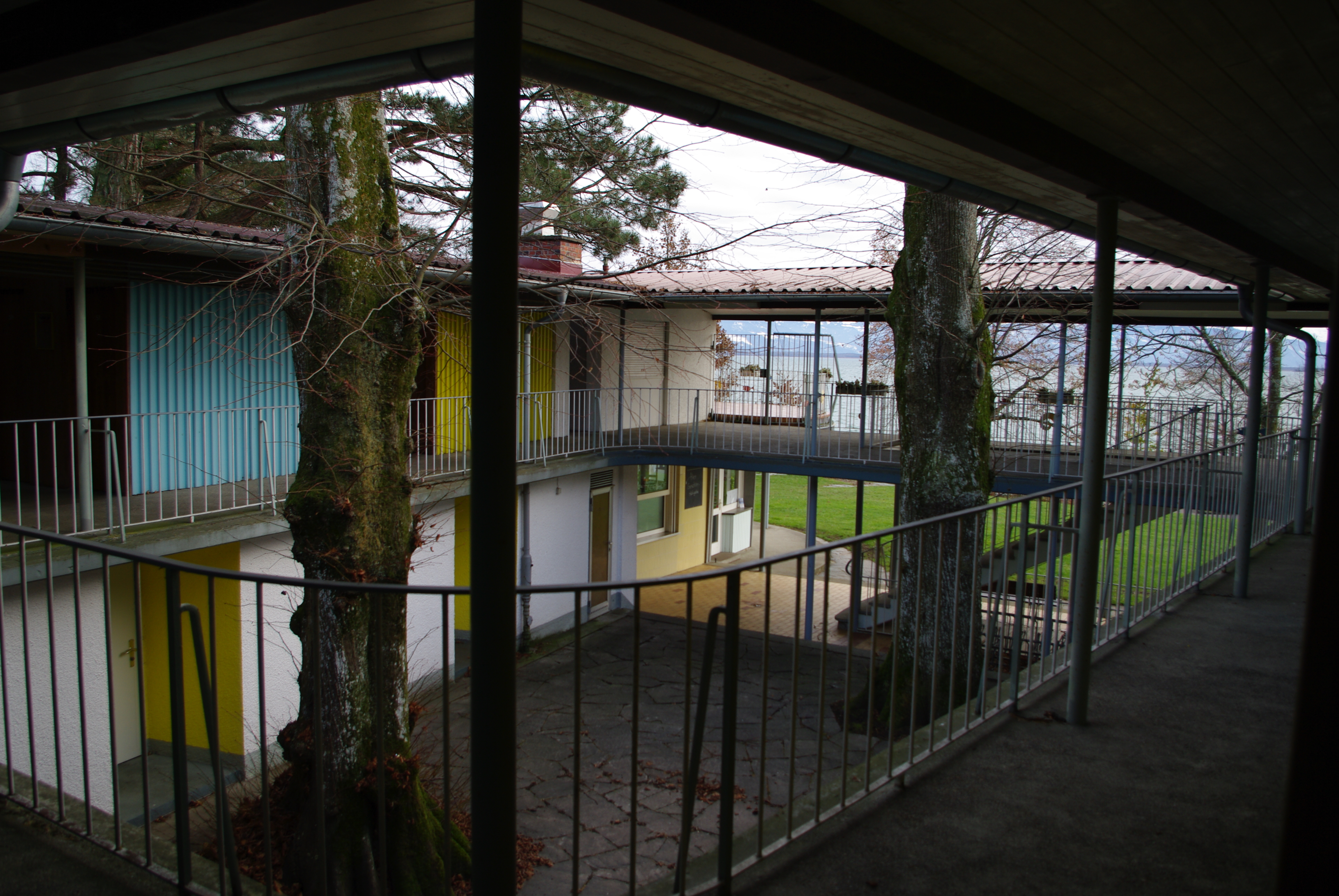
Innenhof
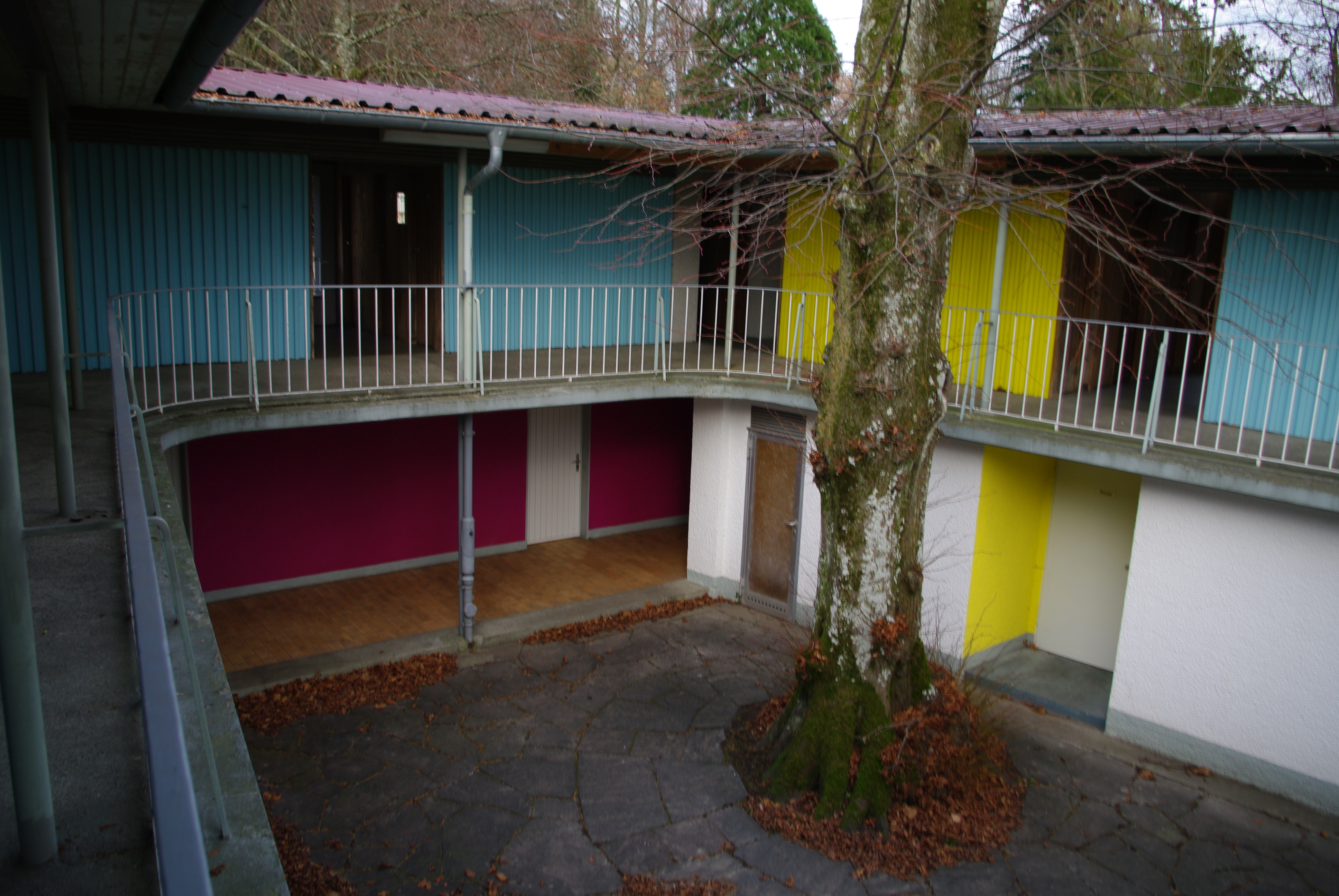
Innenhof
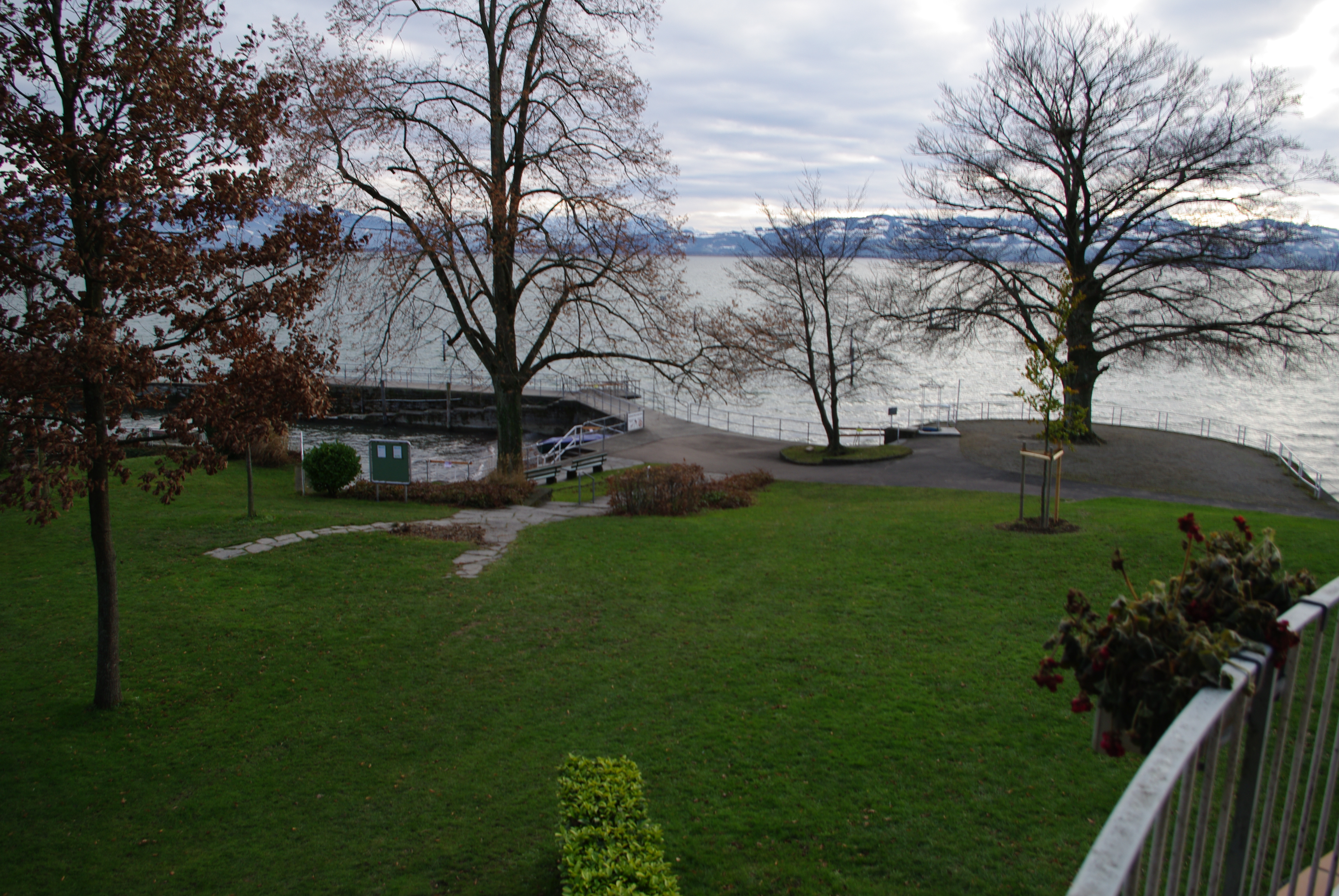
Liegewiese
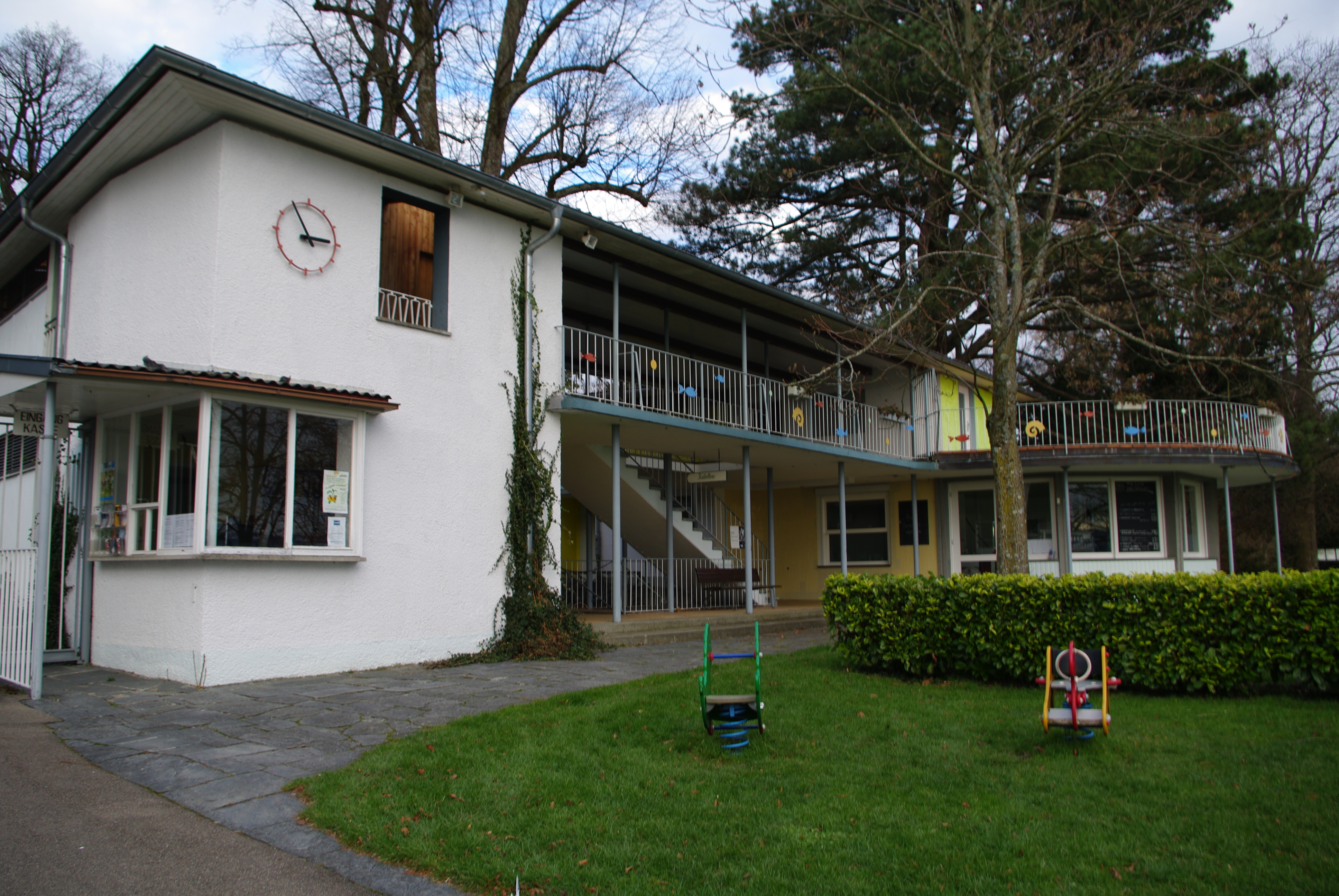
Seitenansicht
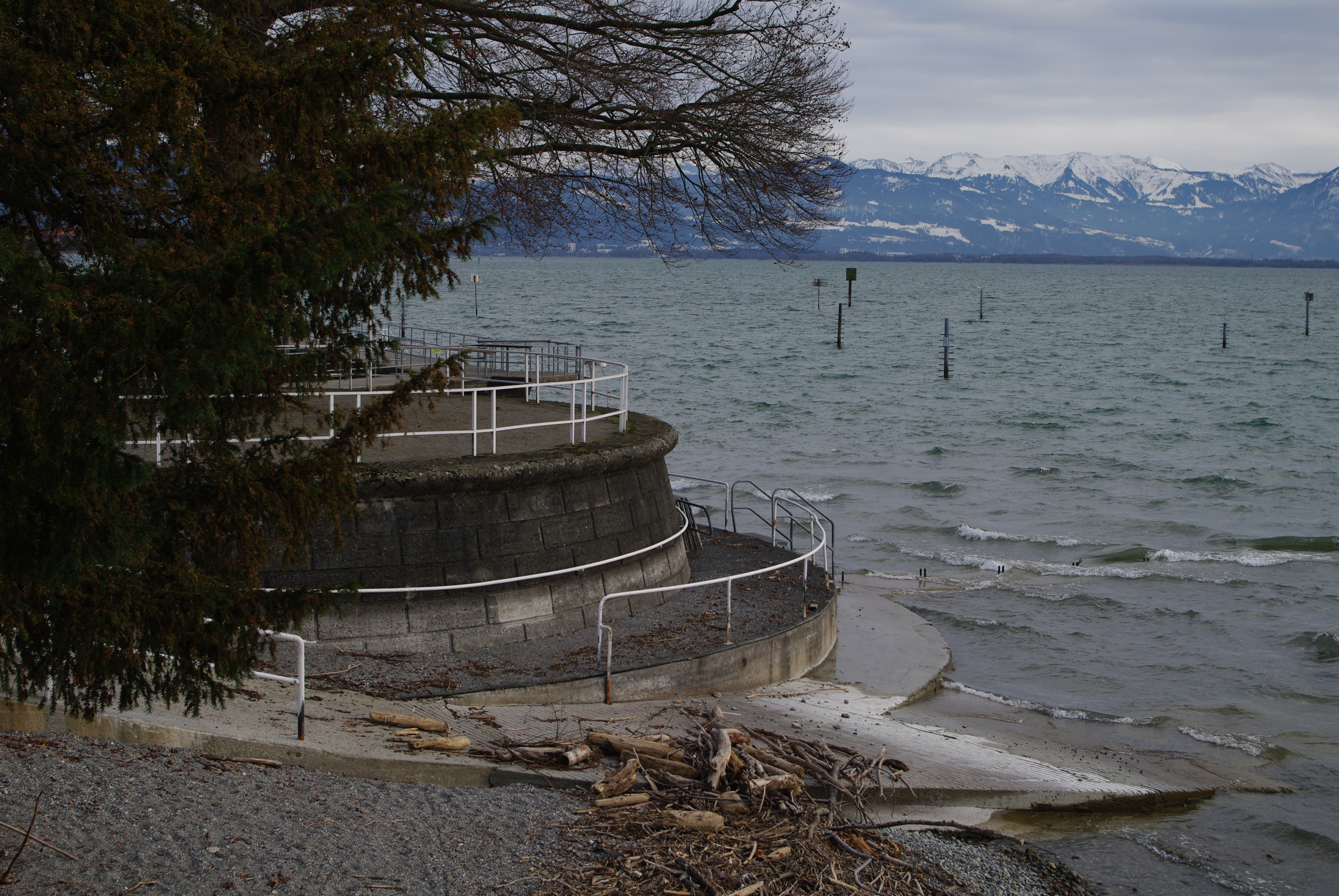
Ufer